# Отель де Виль — Луи Прадель

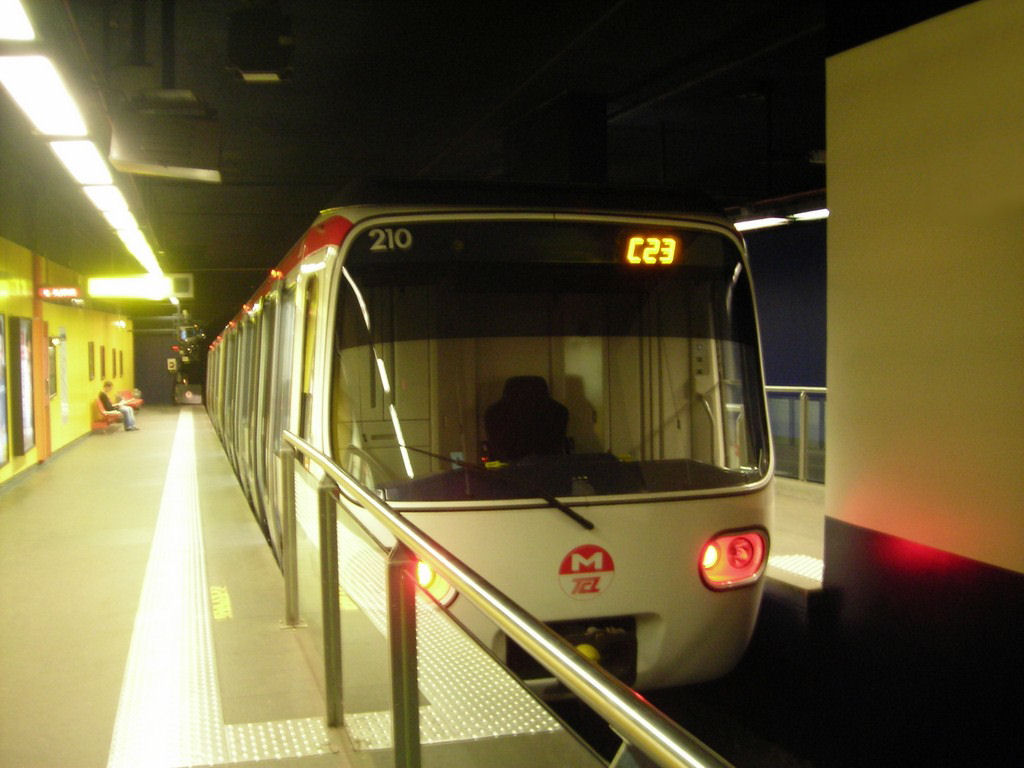
Станция линии С

«Оте́ль де Виль — Луи́ Праде́ль» (фр. Hôtel de Ville — Louis Pradel) — пересадочный узел линий A и C Лионского метрополитена.

## Расположение
Станция находится в 1-м округе Лиона, в районе Прескиль. Платформа станции расположена в районе соединения площади Луи Прадель (фр. place Louis Pradel) и площади Комеди (фр. place de la Comédie), в начале главной торговой улицы города Репюблик (фр. Rue de la République) и одной из центральных городских площадей Терро (фр. place des Terreaux). Вход на станции обеих линий производится с площади Комеди (перед зданием Оперы), с улицы Репюблик в районе её пересечения с улицей Жозеф Серлен (фр. rue Joseph Serlin) и с площади Луи Прадель. Расстояние до ближайших станций: 373 метра до станции Корделье, 678 метров до станции Фош и 289 метров до станции Круа-Паке .

## Особенности
Станции обеих линий были открыты 2 мая 1978 года: станция линии A в составе первой очереди Лионского метрополитена от станции Перраш до станции Лоран Бонве — Астробаль, а станция линии C при преобразовании линии фуникулёра на холм Круа-Русс в зубчатую железную дорогу и её продлении до станции Отель де Виль — Луи Прадель. Станция линии A состоит из двух путей и двух боковых платформ, станция линии C ведёт в тупик и состоит из двух путей и двух платформ: одной островной и одной боковой. Пассажиропоток в 2006 году составил 807 737 чел./мес.
На этой станции находятся 2 произведения искусства: 
- скульптура «Танец» авторства Жозефа Сислы (фр. Joseph Ciesla), посвящение Оскару Шлеммеру.
- картина «Роботы» авторства Алена Деттенжера (фр. Alain Dettinger)[1].

## Происхождение названия
Первая часть названия отдаёт дань уважения мэрии Лиона (фр. hôtel de ville de Lyon), расположенной на площади Комеди вблизи этой станции метро.
Вторая часть названия отмечает расположенную поблизости площадь Луи Прадель, которая появилась в 1970-х годах в результате сноса квартала старинных домов при строительстве метро. В её названии увековечено имя деятеля, который занимал должность мэра с 1957 по 1976 год; при нём, в частности, было начато строительство в городе метрополитена.

## Достопримечательности
- Площадь Терро с фонтаном Бартольди[фр.] (1888 год)
- Площадь Луи Прадель
- Мэрия Лиона[фр.] (1645—1651 годы)
- Музей изобразительных искусств (здание 1659 года)
- Лионская опера (здание 1831 года)

## Наземный транспорт
Со станции существует пересадка на следующие виды транспорта:

     — троллейбус

  — автобус

     —  «внутрирайонный» автобус

Пригородный автобус 171